# 国鉄7300形蒸気機関車

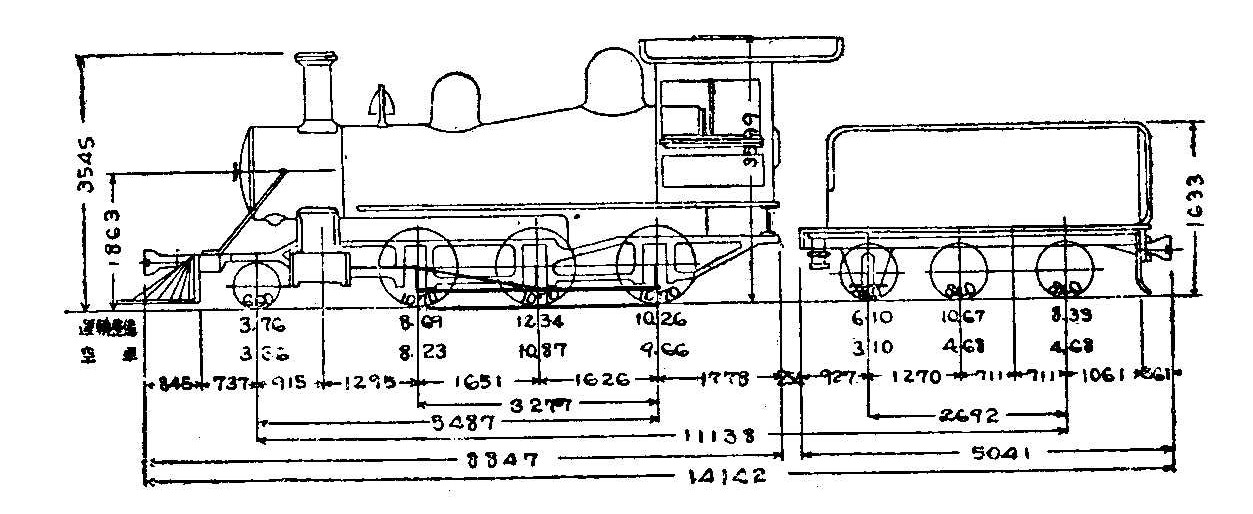
形式図

7300形は、かつて日本国有鉄道の前身である鉄道院、鉄道省に在籍したテンダ式蒸気機関車である。

## 概要
元は、北海道官設鉄道がアメリカのボールドウィン・ロコモティブ・ワークスから1903年（明治36年）に4両（製造番号21610 - 21613）を輸入した、車軸配置2-6-0(1C)単式2気筒の飽和式機関車である。メーカーにおける種別呼称は8-24D。1905年の北海道官設鉄道の国有鉄道への編入にともなって、国有鉄道籍を得たものである。北海道官設鉄道時代はB5形（23 - 26）と称したが、官設鉄道（鉄道作業局）編入後はEe形と称した。1909年（明治42年）の鉄道院の車両形式称号規程制定にともなって、7300形（7300 - 7303）と改番された。
形態的には典型的アメリカ古典機スタイルである。ボイラーは第3缶胴で急に太くなったワゴントップ式で第2缶胴上に砂箱、第4缶胴上に蒸気ドームが設置されており、ドームが運転室に密着しているのが特徴的である。炭水車の台車は3軸片ボギー式で、ボギー台車は釣合梁式である。
官設鉄道編入後は旭川、深川に移動した。晩年は入換用となり、全車が室蘭で使用されていた。廃車は1933年（昭和8年）11月で、全車が解体された。

## 主要諸元
- 全長 : 14,141mm
- 全高 : 3,544mm
- 最大幅 : 2,451mm
- 軌間 : 1,067mm
- 車軸配置 : 2-6-0(1C)
- 動輪直径 : 1,067mm
- 弁装置 : スチーブンソン式アメリカ形
- シリンダー（直径×行程） : 381mm×457mm
- ボイラー圧力 : 10.9kg/cm2
- 火格子面積 : 1.25m2
- 全伝熱面積 : 92.7m2
  - 煙管蒸発伝熱面積 : 85.4m2
  - 火室蒸発伝熱面積 : 7.3m2
- ボイラー水容量 : 3.2m3
- 小煙管（直径×長サ×数） : 45mm×2,997mm×204本
- 機関車運転整備重量 : 35.05t
- 機関車空車重量 : 32.12t
- 機関車動輪上重量（運転整備時） : 31.29t
- 機関車動輪軸重（第2動輪上） : 12.34t
- 炭水車運転整備重量 : 25.10t
- 炭水車空車重量 : 12.46t
- 水タンク容量 : 9.1m3
- 燃料積載量 : 2.94t
- 機関車性能
  - シリンダ引張力 : 5,760kg
- ブレーキ装置 : 手ブレーキ、空気ブレーキ